# Nowe Żyttia Andrijiwka
Nowe Żyttia Andrijiwka (ukr. Футбольний клуб «Нове життя» Андріївка, Futbolnyj Kłub "Nowe Żyttia"  Andrijiwka) – ukraiński klub piłkarski z siedzibą we wsi Andrijiwka, w obwodzie połtawskim.

## Historia
Chronologia nazw:
- 2008—...: Nowe Żyttia Andrijiwka (ukr. «Нове життя» Андріївка)

Drużyna piłkarska Nowe Żyttia Andrijiwka została założona we wsi Andrijiwka w 2008 roku i reprezentowała miejscowe prywatne rolnicze przedsiębiorstwo o nazwie "Nowe Żyttia" (nowe życie). Zespół występował w rozgrywkach mistrzostw i Pucharu obwodu połtawskiego.
W 2010 klub zdobył Puchar i wicemistrzostwo obwodu połtawskiego.
W 2011 debiutował w rozgrywkach Amatorskiej ligi oraz Pucharu Ukrainy spośród zespołów amatorskich.

## Sukcesy
- mistrz Amatorskiej ligi Ukrainy: 2011
- zdobywca Superpucharu Ukrainy spośród zespołów amatorskich: 2011
- wicemistrz obwodu połtawskiego: 2011
- zdobywca Pucharu obwodu połtawskiego: 2010, 2011

## Znani piłkarze
- Ołeksandr Mełaszczenko